# Double Diamond International
De Double Diamond International was een team-golftoernooi waarvan in 1974, 1975 en 1976 de individuele score meetelde voor de Europese PGA Tour.

## Winnende teams
| Jaar                         | Baan                         | Winnend team                 |
| Double Diamond International | Double Diamond International | Double Diamond International |
| ---------------------------- | ---------------------------- | ---------------------------- |
| 1971                         | South Staffs                 | Engeland                     |
| 1972                         | Pannal                       | Engeland                     |
| 1973                         | Prince's Golf Club           | Schotland                    |
| 1974                         | Gleneagles                   | Engeland                     |
| 1975                         | Turnberry Golf Club          | The Americas                 |
| Double Diamond Golf Classic  |                              |                              |
| 1976                         | Gleneagles                   | Engeland                     |
| 1977                         | Gleneagles                   | Verenigde Staten             |

## Individuele winnaars
| Jaar                                      | Winnaar                   | Score                     |
| Double Diamond Strokeplay                 | Double Diamond Strokeplay | Double Diamond Strokeplay |
| ----------------------------------------- | ------------------------- | ------------------------- |
| 1974                                      | Maurice Bembridge         | 136                       |
| 1975                                      | Peter Dawson              | 150                       |
| Double Diamond International Championship |                           |                           |
| 1976                                      | Simon Owen                | 132                       |